# 중국공산당 중앙고문위원회
중국공산당 중앙고문위원회(中國共産黨 中央顧問委員會), 약칭 『중고위中顧委』는 1982년부터 1992년까지 중국공산당에 존재했던 조직으로, 중앙위원회의 보좌, 조언기관. 노령화된 혁명 제1세대의 고참간부를 중앙위원회로부터 은퇴시키고, 당중앙의 세대교체를 촉진하기 위해 설립되었다. 가입자격은 당원 경력 40년 이상의 고참당원으로 한정. 초대주임을 맡은 덩샤오핑은 “일종의 과도적 성격의 조직”이라고 표현했다.
혁명 제1세대는 “현재의 중국을 건국한 것은 우리들”이라는 자부심이 있어, 그 때문에 “언제까지나 권력을 쥐고 있을 권리가 있다”고 생각해 좀처럼 은퇴하려 하지 않았다. 이 이 경향은 문화대혁명의 종료후, 후야오방 당중앙조직부장(당시)가 문혁에 의해 실각했었던 혁명 제1세대를 부활시키면서 더욱 강고해졌다.
1978년의 제11기 3중전회에서, 당과 국가의 지도자에 대한 조직의 종신제도 폐지가 제기되었다. 덩샤오핑은 먼저 지도자 급의 퇴직제도를 확립해야 한다고 생각했지만, 이 단계에서는 실현할 수 없었다. 1982년의 제12차 당대회에서 덩샤오핑은 당중앙을 젊게 만들 생각으로, 고참간부의 수용처로서 중앙고문위원회를 설립하고 스스로 고문위원회 주임에 취임했다.
그러나 고참간부들은 중앙군사위원회 주석(덩샤오핑), 국가주석(리센넨), 전인대상무위원회위원장(펑전) 등의 요직을 놓지 않았다. 제12기 1중전회에서 선출된 정치국위원은 최연소의 자오즈양조차도 63세였으며, 정치국 상푸위원에 이르러서는 85세의 예젠잉이 유임되는 등, 정치국은 문혁으로 한 번 실각하고 그 후 복귀한 혁명 제1세대가 대부분을 점했다.
또한 동대회에서 통과된 『중국공산당당장』에서는 고문위원회 위원은 당 중앙위원회 전체회의, 부주임은 당 중앙정치국 전체회의에 참가할 수 있게 되었고, 상무위원은 필요한 경우 정치국 회의에 출석하는 것을 인정받았다. 이 결과, 고문위원회 주임은 정치국 상무위원, 부주임 및 상무위원은 정치국위원, 위원은 중앙위원과 동격이 되어, 중앙고문위원회 자체도 정치국 상무위원회와 동격이 되었다. 이에 따라 은퇴한 장로에게 합법적인 권력을 준 셈이 되어 세대교체를 단행해 장로들의 영향력을 억제한다는 덩샤오핑의 의도가 충분히 달성되었다고는 보기 힘든 상태가 되었다.
덩샤오핑은 1987년의 제13회 당대회에서 중앙위원 및 고문위원회 주임을 은퇴하면서 고참간부들까지 동반퇴진시키고 후야오방 총서기에게 주임을 계승시킨다는 생각을 갖고 있었지만 보수파 주도의 정신문명결의가 채택되면서 고참간부에게 공격받은 후야오방은 당총서기를 사임했다. 비판은 고문위원회가 개최한 회의에서 이뤄졌고, 고참간부의 후야오방에 대한 가혹한 비판이 이어졌다. 제13회 당대회에서 일부의 고참간부는 중앙위원회로부터 은퇴했지만, 천윈이 주임에 임명되는 등, 특히 정치, 경제개혁에 소극적인 보수파의 영향력은 줄어들지 않았다.
1989년 5월 16일에 자오즈양이 고르바초프 서기장에게 밝힌 바에 따르면, 제13기 1중전회에서 정치국의 중요결정은 덩샤오핑에게 최종판단을 맡긴다는 결의가 채택되었다.
또한 양상쿤과 보이보에게는 옵저버로서 정치국 상무위원회에 출석할 권한이 주어짐으로서, 장로들이 중요결정에 개입하는 구조는 더욱 조직적으로 강화되었다. 천안문사건에서는 천윈이 중심이 되어 장로들을 규합하여 자오즈양 등의 개혁파를 사임으로 몰아넣었다.
1992년 10월 중앙고문위원회는 “제14차 당대회 이후, 중앙고문위원회를 설치하지 않는다”는 의견을 당중앙에 제출, 10월 18일의 제14차 당대회에서 당규약으로부터 중앙고문위원회에 관한 조문이 삭제됨으로써, 동 위원회는 폐지되었다. 또한 위원들로부터 반대가 이어졌기 때문에 설명을 맡은 보이보도 어쩔 수 없어서 “덩샤오핑이 결정한 일이다”라고 대답하고는 그 자리를 마무리지었다.

## 역대 구성원
- 중국공산당 제12기 전국대표대회（1982년 - 1987년）

위원: 172명
주임: 덩샤오핑

부주임: 薄一波, 許世友, 譚震林, 李維漢

상무위원: 王平, 王首道, 鄧小平, 伍修権, 劉瀾濤, 江華, 許世友, 李井泉, 李維漢, 蕭克, 蕭頸光, 何長工, 宋時輪, 陸定一, 陳錫聯, 段君毅, 耿颷, 姫鵬飛, 黄火青, 粟裕, 程子華, 傅鐘, 譚震林, 薄一波
- 중국공산당 제13기 전국대표대회（1987년 - 1992년）

위원: 200명
주임: 천윈(陳雲)

부주임: 薄一波, 宋任窮

상무위원: 王平, 王首道, 伍修権, 劉瀾濤, 江華, 李一氓, 李徳生, 楊得志, 蕭克, 余秋里, 宋任窮, 宋時輪, 張頸夫, 張愛萍, 陸定一, 陳雲, 陳丕顕, 陳錫聯, 胡喬木, 段君毅, 耿颷, 姫鵬飛, 黄華, 黄鎮, 康世恩, 程子華, 薄一波

## 같이 보기
- 8대원로